# Братя Шкорпил (улица във Варна)
„Братя Шкорпил“ е улица във Варна, намираща се в квартал Център, район Одесос. Тя свързва Варненската катедрала с Варненския археологически музей.

## История
Улицата е създадена след събарянето на стари турски казарми през 1890 г. До 17 юли 1923 г. улицата носи името "Пиротска", но в признателност oт страна на rpад Варна кметът Христо Мирски я преименувана yл. „Xepмин Шкорпил" на името на живелия тук дълги години Xepмин Шкорпил, който ежедневно е ходил по нея на занятия в Археологическия музей в Девическата гимназия.

### Исторически обекти
На „Братя Шкорпил“ 20 е запазена къщата, в която са живели чешко-българските научни и обществени дейци Херман и Карел Шкорпил, като тя е построена по проект на последния. Други важни архитектурни обекти са къщите на „Братя Шкорпил“ N№ 5 и 7, проектирани от Анфиса и Владимир Силяновски. В съседство е цграда, построена през 1929 г. по проект на софийски архитект, която след 1939 се използва последователно от немското, съветското, а днес и бразилското консулство. От 1982 до 2001 г. в нея се помещава средношколският отдел на окръжната библиотека „Пенчо Р. Славейков“. Друг съществен архитектурен обект е построена и проектираната в еклектичен стил от Никола Лазаров къща, в която е практикувал лекаря-анархист Параскев Стоянов. От същия архитект е проектиран и гранд хотел „Сплендид“, построен през 1911, който дълги години е използван като градски съд и клон на варненската поща. През 1919 на тази улица функционират бирария и кино "Прошек", но сградата е разрушена през 2011 г.  На тази улица от 1896 г. стои и къщата на българския просветен деец Константин Стателов, в която до одържавяването ѝ също живее синът му капитан I ранг Борис Стателов.

## Други обекти
Южна страна
- Театър „Българан“
- Български Червен кръст – Варна